# Valin—3-metil-2-oksovalerat transaminaza
Valin—3-metil-2-oksovalerat transaminaza (EC 2.6.1.32, valin-izoleucinska transaminaza, valin-3-metil-2-oksovaleratna aminotransferaza, alanin-valinska transaminaza, valin-2-keto-metilvaleratna aminotransferaza, valin-izoleucinska aminotransferaza) je enzim sa sistematskim imenom L-valin:(S)-3-metil-2-oksopentanoat aminotransferaza. Ovaj enzim katalizuje sledeću hemijsku reakciju
-valin + (S)-3-metil-2-oksopentanoat {\displaystyle \rightleftharpoons } 3-metil-2-oksobutanoat + L-izoleucin

## Literatura
- Nicholas C. Price; Lewis Stevens (1999). Fundamentals of Enzymology: The Cell and Molecular Biology of Catalytic Proteins (Third изд.). USA: Oxford University Press. ISBN 019850229X.
- Eric J. Toone (2006). Advances in Enzymology and Related Areas of Molecular Biology, Protein Evolution (Volume 75 изд.). Wiley-Interscience. ISBN 0471205036.
- Branden C; Tooze J. Introduction to Protein Structure. New York, NY: Garland Publishing. ISBN 0-8153-2305-0.
- Irwin H. Segel. Enzyme Kinetics: Behavior and Analysis of Rapid Equilibrium and Steady-State Enzyme Systems (Book 44 изд.). Wiley Classics Library. ISBN 0471303097.
- William P. Jencks (1987). Catalysis in Chemistry and Enzymology. Dover Publications. ISBN 0486654605.

## Spoljašnje veze
- Valine---3-methyl-2-oxovalerate+transaminase на 